# 欧塔拉县
欧塔拉县，是缅甸内比都联邦区下辖的一个县。

## 历史沿革
2013年1月，内比都县分为欧塔拉县和德金那县2县。欧塔拉县下辖欧塔拉提里镇区、波巴提里镇区、达贡镇区和杰雅提里镇区4个镇区。2022年4月30日，缅甸政府以杰雅提里镇区和波巴提里镇区析置杰雅提里县，欧塔拉提里镇区和达贡镇区仍隶属欧塔拉县。

## 行政区划
欧塔拉县下辖欧塔拉提里镇区和达贡镇区2个镇区。